# RTM Radio
RTM Radio est une radio privée camerounaise, spécialisée dans la musique, créée le 31 décembre 2001 par Tom Yom's, chanteur camerounais décédé le 25 décembre 2007. 
Située à Douala, la capitale économique du Cameroun, elle émet sur la fréquence 106 FM, couvrant la région du Littoral. 
Depuis le décès deTom Yoms, la radio est gérée par sa veuve, Dinaly, qui dirige conjointement LTM Télévision.